# باشگاه فوتبال برانتهام اتلتیک
باشگاه فوتبال برانتهام اتلتیک (به انگلیسی: Brantham Athletic Football Club) یک باشگاه فوتبال در شهر برانتهام، کشور انگلستان است که در سال ۱۸۸۷ میلادی تأسیس شده‌است.